# Marianenbrilvogel
De marianenbrilvogel (Zosterops conspicillatus) is een zangvogel uit de familie Zosteropidae (brilvogels). Deze soort is endemisch op de Marianen

## Verspreiding en leefgebied
Deze soort telt twee ondersoorten:
- Zosterops conspicillatus saypani op de noordelijke Marianen.
- † Zosterops conspicillatus conspicillatus tot 1983 op Guam, sindsdien uitgestorven.

Deze ondersoorten worden door BirdLife International als aparte soorten beschouwd en hebben ieder afzonderlijk een vermelding op de Rode Lijst van de IUCN.